# Briefmarken-Jahrgang 2019 der Bundesrepublik Deutschland
Der Briefmarken-Jahrgang 2019 der Bundesrepublik Deutschland wurde im November 2017 vom zuständigen Bundesministerium der Finanzen vorgestellt und wird voraussichtlich 52 Briefmarken umfassen. Aufgrund der Portoerhöhung zum 1. Juli 2019 veränderten sich die Werte der ab diesem Datum ausgegebenen Briefmarken.

## Liste der Ausgaben und Motive
Legende
- Bild: Eine bearbeitete Abbildung der genannten Marke. Das Verhältnis der Größe der Briefmarken zueinander ist in diesem Artikel annähernd maßstabsgerecht dargestellt. Sollten keine Marken abgebildet sein, liegt es daran, dass das Urheberrecht des Künstlers noch nicht erloschen ist.
- Beschreibung: Eine Kurzbeschreibung des Motivs und/oder des Ausgabegrundes. Bei ausgegebenen Serien oder Blocks werden die zusammengehörigen Beschreibungen mit einer Markierung versehen eingerückt.
- Wert: Der Frankaturwert der einzelnen Marke in Eurocent. Ein „+“ bedeutet, dass es sich um eine Zuschlagsmarke handelt (= Frankaturwert + Spende).
- Ausgabedatum: Das Datum des erstmaligen Verkaufs dieser Briefmarke.
- Auflage: Soweit bekannt, wird hier die zum Verkauf angebotene Anzahl dieser Ausgabe angegeben.
- Entwurf: Soweit bekannt, wird hier angegeben, von wem der Entwurf dieser Marke stammt.
- Mi.-Nr.: Diese Briefmarke wird im Michel-Katalog unter der entsprechenden Nummer gelistet.

| Sondermarken | Sondermarken | Sondermarken      | Sondermarken          | Sondermarken                    | Sondermarken                             | Sondermarken     | Sondermarken |
| ------------ | --- | ----------------- | --------------------- | ------------------------------- | ---------------------------------------- | ---------------- | ------------ |
| Bild         | Beschreibung | Werte in Eurocent | Ausgabe- datum (2019) | Auflage                         | Entwurf                                  | Mi.-Nr.          |              |
|              | Serie: Schätze aus deutschen Museen - Der einsame Baum (Caspar David Friedrich) | 145               | 2. Januar             | 3.380.400 davon 33.600 auf ETB  | Stefan Klein und Olaf Neumann            | 3433             |              |
|              | Serie: Tierkinder - Waschbär | 90                | 2. Januar             | 3.334.900 davon 33.600 auf ETB  | Nicole Elsenbach und Frank Fienbork      | 3434             |              |
|              | 100 Jahre Frauenwahlrecht | 70                | 2. Januar             | 3.743.900 davon 33.600 auf ETB  | Frank Philippin                          | 3435             |              |
|              | Der Schweinswal – Gefährdete Walart in Deutschland | 45                | 2. Januar             | 3.331.900 davon 33.600 auf ETB  | Irmgard Hesse                            | 3436             |              |
|              | Der Schweinswal – Gefährdete Walart in Deutschland selbstklebend aus Folienblatt | 45                | 2. Januar             | 29.120.000 davon 33.600 auf ETB | Irmgard Hesse                            | 3437 FB 84       |              |
|              | Plusmarken-Serie: Für die Wohlfahrtspflege – Grimms Märchen – Das tapfere Schneiderlein zur Unterstützung der Bundesarbeitsgemeinschaft der Freien Wohlfahrtspflege e. V. - In der Schneiderstube | 70+30             | 7. Februar            | 2.612.000 davon 33.600 auf ETB  | Michael Kunter                           | MH 113 3438      |              |
|              | - Bei den Riesen | 85+40             | 7. Februar            | 3.533.600 davon 33.600 auf ETB  | Michael Kunter                           | 3439             |              |
|              | - Die Hochzeit | 145+55            | 7. Februar            | 5.112.000 davon 33.600 auf ETB  | Michael Kunter                           | 3440             |              |
|              | Serie: Himmelsereignisse - Luftspiegelung der Sonne | 70                | 7. Februar            | 3.805.400 davon 33.600 auf ETB  | Bettina Walter                           | 3441             |              |
|              | - Regenbogenfragment | 70                | 7. Februar            | 3.800.400 davon 33.600 auf ETB  | Bettina Walter                           | 3442             |              |
|              | 150. Geburtstag Else Lasker-Schüler | 70                | 7. Februar            | 3.154.900 davon 33.600 auf ETB  | Julia Warbanow                           | 3443             |              |
|              | Plusmarken-Serie: Für die Wohlfahrtspflege – Grimms Märchen – Das tapfere Schneiderlein - In der Schneiderstube selbstklebend aus Markenheftchen und Rolle | 70+30             | 7. Februar            | 13.417.600 davon 33.600 auf ETB | Michael Kunter                           | 3444 MH 114      |              |
|              | Serie: Himmelsereignisse - Regenbogenfragment - Luftspiegelung der Sonne selbstklebend aus Folienblatt | je 70             | 7. Februar            | 17.015.600 davon 33.600 auf ETB | Bettina Walter                           | 3445, 3446 FB 85 |              |
|              | 100. Geburtstag Loki Schmidt | 45                | 1. März               | 3.337.900 davon 33.600 auf ETB  | Andreas Ahrens                           | 3448             |              |
|              | Briefmarkenblock – 100. Geburtstag Helmut und Loki Schmidt. - Helmut Schmidt, 70 Cent, Briefmarkenmotiv (3429) vom 18. Dezember 2018 - Loki Schmidt, 45 Cent, Briefmarkenmotiv (3448) Der Block zeigt das vom Garten aus fotografierte Wohnhaus in Hamburg, ein &-Zeichen das die beiden Briefmarken verbindet, sowie den Text »Heirat am 27. Juni 1942. Gemeinsames Wohnhaus in Hamburg. Heute Sitz der Helmut und Loki Schmidt-Stiftung.« | 115               | 1. März               | 788.300 davon 33.600 auf ETB    | Thomas Steinacker (Block)                | Block 83         |              |
|              | 100 Jahre Universität Hamburg | 260               | 1. März               | 3.341.900 davon 33.600 auf ETB  | Christopher Jung                         | 3449             |              |
|              | Axel Scheffler: Der Grüffelo | 70                | 1. März               | 4.306.900 davon 33.600 auf ETB  | Bettina Walter                           | 3450             |              |
|              | Konzerthaus Blaibach | 145               | 1. März               | 3.170.900 davon 33.600 auf ETB  | Armin Lindauer                           | 3451             |              |
|              | Axel Scheffler: Der Grüffelo selbstklebend aus Folienblatt | 70                | 1. März               | 50.515.600 davon 33.600 auf ETB | Bettina Walter                           | 3452 FB 86       |              |
|              | Serie: Design aus Deutschland - 100 Jahre Bauhaus | 70                | 4. April              | 3.767.900 davon 33.600 auf ETB  | Sibylle Haase und Fritz Haase            | 3453             |              |
|              | Serie: Deutschlands schönste Panoramen - Rothenburg ob der Tauber | 45                | 4. April              | 2.025.500 davon 33.600 auf ETB  | Stefan Klein und Olaf Neumann            | 3454             |              |
|              | - Rothenburg ob der Tauber | 45                | 4. April              | 2.025.500 davon 33.600 auf ETB  | Stefan Klein und Olaf Neumann            | 3455             |              |
|              | 150 Jahre Deutscher Alpenverein | 145               | 4. April              | 3.329.900 davon 33.600 auf ETB  | Hanno Schabacker                         | 3456             |              |
|              | 100 Jahre Volkshochschulen | 70                | 4. April              | 3.307.900 davon 33.600 auf ETB  | Andreas Hoch                             | 3457             |              |
|              | Emoji | 45                | 4. April              | 3.263.900 davon 33.600 auf ETB  | Thomas Steinacker                        | 3458             |              |
|              | Plusmarken-Serie: Für den Sport – Legendäre Olympiamomente zur Unterstützung der Stiftung Deutsche Sporthilfe - „Und Halla lacht, als wüsste sie, um was es geht“ | 70+30             | 2. Mai                | 1.759.700 davon 33.600 auf ETB  | Armin Lindauer                           | 3460             |              |
|              | - „Wo ist Behle“ | 85+40             | 2. Mai                | 1.759.700 davon 33.600 auf ETB  | Armin Lindauer                           | 3461             |              |
|              | - „Flieg, Albatros, flieg“ | 145+55            | 2. Mai                | 1.759.700 davon 33.600 auf ETB  | Armin Lindauer                           | 3462             |              |
|              | Serie: Europa - Heimische Vögel – Goldammer | 70                | 2. Mai                | 3.280.400 davon 33.600 auf ETB  | nexd                                     | 3463             |              |
|              | 500 Jahre Reformierte Kirche – Huldrych Zwingli Gemeinschaftsausgabe mit der Schweiz | 150               | 2. Mai                | 3.156.400 davon 33.600 auf ETB  | Matthias Wittig                          | 3464             |              |
|              | Serie: Leuchttürme - Campen | 70                | 6. Juni               | 3.335.400 davon 33.600 auf ETB  | Susanne Wustmann und Dieter Ziegenfeuter | 3465             |              |
|              | Serie: Mikrowelten - Palladium | 85                | 6. Juni               | 3.320.900 davon 33.600 auf ETB  | Andrea Voß-Acker                         | 3466             |              |
|              | 25 Jahre Haus der Geschichte | 260               | 6. Juni               | 3.172.900 davon 33.600 auf ETB  | Stefan Guzy                              | 3467             |              |
|              | Serie: Astrophysik - Mission Rosetta | 60                | 1. Juli               | 3.286.450 davon 33.600 auf ETB  | Andrea Voß-Acker                         | 3476             |              |
|              | - Schwarzes Loch/Quasar | 110               | 1. Juli               | 3.286.450 davon 33.600 auf ETB  | Andrea Voß-Acker                         | 3477             |              |
|              | Serie: Mikrowelten - Mondgestein | 80                | 1. Juli               | 3.388.450 davon 33.600 auf ETB  | Andrea Voß-Acker                         | 3478             |              |
|              | 50 Jahre Erste Mondlandung Ausgabe auch als Briefmarkenblock | 370               | 1. Juli               | 3.140.950 davon 33.600 auf ETB  | Thomas Steinacker                        | 3479 Block 84    |              |
|              | Polizeien des Bundes und der Länder | 155               | 1. Juli               | 3.388.450 davon 33.600 auf ETB  | Andreas Hoch                             | 3480             |              |
|              | Plusmarken-Serie: Für die Jugend – Motive Fledermäuse zur Unterstützung der Stiftung Deutsche Jugendmarke e. V. - Kleine Hufeisennase | 80 + 30           | 1. August             | 1.744.450 davon 33.600 auf ETB  | Thomas Serres                            | MH 115 3485      |              |
|              | - Graues Langohr | 95 + 40           | 1. August             | 1.748.950 davon 33.600 auf ETB  | Thomas Serres                            | 3486             |              |
|              | - Mopsfledermaus | 155 + 55          | 1. August             | 1.744.450 davon 33.600 auf ETB  | Thomas Serres                            | 3487             |              |
|              | 100 Jahre Weimarer Reichsverfassung | 95                | 1. August             | 3.882.450 davon 33.600 auf ETB  | Jens Müller                              | 3488             |              |
|              | Plusmarken-Serie: Tag der Briefmarke - Briefmarkensammeln | 155 + 55          | 5. September          | 2.104.750 davon 33.600 auf ETB  | Peter Krüll                              | 3491             |              |
|              | 250. Geburtstag Alexander von Humboldt | 80                | 5. September          | 4.165.950 davon 33.600 auf ETB  | Gerda und Horst Neumann                  | 3492             |              |
|              | 200. Geburtstag Clara Schumann | 170               | 5. September          | 3.474.950 davon 33.600 auf ETB  | Matthias Beyrow und Constanze Vogt       | 3493             |              |
|              | 50 Jahre Chipkarte | 80                | 5. September          | 3.286.450 davon 33.600 auf ETB  | Thomas Steinacker                        | 3494             |              |
|              | Plusmarken-Serie: Weihnachten - Kirchenfenster „Die Geburt Christi“ aus der Kathedrale Notre-Dame | 80 + 40           | 10. Oktober           | 2.765.300 davon 33.600 auf ETB  | Marvin Hüttermann                        | 3495             |              |
|              | Serie: Optische Täuschungen - Gebogene Linien? | 60                | 10. Oktober           | 3.393.800 davon 33.600 auf ETB  | Thomas Steinacker                        | 3496             |              |
|              | - Perspektivwechsel | 80                | 10. Oktober           | 3.389.300 davon 33.600 auf ETB  | Thomas Steinacker                        | 3497             |              |
|              | 1219 – Franziskus und der Sultan | 95                | 10. Oktober           | 3.389.300 davon 33.600 auf ETB  | Greta Gröttrup                           | 3498             |              |
|              | 100. Geburtstag Annemarie Renger | 155               | 10. Oktober           | 3.451.300 davon 33.600 auf ETB  | Julia Neller                             | 3499             |              |
|              | Plusmarken-Serie: Weihnachten - Kirchenfenster selbstklebend aus Folienblatt | 80 + 40           | 10. Oktober           | ?.???.000                       | Marvin Hüttermann                        | 3500 FB 94       |              |
|              | Serie: Aufrechte Demokraten - Fritz Bauer | 270               | 2. November           | 3.391.300 davon 33.600 auf ETB  | Detlef Behr                              | 3502             |              |
|              | Serie: Deutsche Fernsehlegenden - Beat-Club | 110               | 2. November           | 3.429.800 davon 33.600 auf ETB  | Thomas Steinacker                        | 3503             |              |
|              | Weihnachten mit Freunden | 80                | 2. November           | 4.841.800 davon 33.600 auf ETB  | Jennifer Dengler                         | 3504             |              |
|              | Weihnachten mit Freunden selbstklebend aus Folienblatt | 80                | 2. November           | ?.???.000                       | Jennifer Dengler                         | 3505 FB 95       |              |
|              | Serie: Helden der Kindheit - Heidi | 60                | 5. Dezember           | 3.891.800 davon 33.600 auf ETB  | Jennifer Dengler                         | 3506             |              |
|              | - Pippi Langstrumpf | 80                | 5. Dezember           | 3.391.800 davon 33.600 auf ETB  | Jennifer Dengler                         | 3507             |              |
|              | 200. Geburtstag Theodor Fontane | 155               | 5. Dezember           | 3.427.300 davon 33.600 auf ETB  | Grit Fiedler                             | 3508             |              |
| Dauermarken  | |                   |                       |                                 |                                          |                  |              |
| Bild         | Beschreibung | Werte in Eurocent | Ausgabe- datum (2019) | Auflage                         | Entwurf                                  | Mi.-Nr.          |              |
|              | Serie: Blumen - Traubenhyazinthe | 120               | 1. März               | ?.???.000                       | Stefan Klein und Olaf Neumann            | 3447             |              |
|              | - Phlox selbstklebend aus Folienblatt | 5                 | 4. April              | ?.???.000                       | Stefan Klein und Olaf Neumann            | 3459 FB 87       |              |
|              | - Kornblume | 60                | 1. Juli               | ?.???.000                       | Stefan Klein und Olaf Neumann            | 3468             |              |
|              | - Kapuzinerkresse | 80                | 1. Juli               | ?.???.000                       | Stefan Klein und Olaf Neumann            | 3469             |              |
|              | - Flockenblume | 95                | 1. Juli               | ?.???.000                       | Stefan Klein und Olaf Neumann            | 3470             |              |
|              | - Wild-Gladiole | 110               | 1. Juli               | ?.???.000                       | Stefan Klein und Olaf Neumann            | 3471             |              |
|              | - Buschwindröschen | 155               | 1. Juli               | ?.???.000                       | Stefan Klein und Olaf Neumann            | 3472             |              |
|              | - Stiefmütterchen | 170               | 1. Juli               | ?.???.000                       | Stefan Klein und Olaf Neumann            | 3473             |              |
|              | - Löwenmäulchen | 190               | 1. Juli               | ?.???.000                       | Stefan Klein und Olaf Neumann            | 3474             |              |
|              | - Habichtskraut | 270               | 1. Juli               | ?.???.000                       | Stefan Klein und Olaf Neumann            | 3475             |              |
|              | - Kornblume selbstklebend aus Folienblatt und Rolle | 60                | 1. Juli               | ?.???.000                       | Stefan Klein und Olaf Neumann            | 3481 FB 88       |              |
|              | - Kapuzinerkresse selbstklebend aus Folienblatt und Rolle | 80                | 1. Juli               | ?.???.000                       | Stefan Klein und Olaf Neumann            | 3482 FB 89       |              |
|              | - Flockenblume selbstklebend aus Folienblatt und Rolle | 95                | 1. Juli               | ?.???.000                       | Stefan Klein und Olaf Neumann            | 3483 FB 90       |              |
|              | - Buschwindröschen selbstklebend aus Folienblatt und Rolle | 155               | 1. Juli               | ?.???.000                       | Stefan Klein und Olaf Neumann            | 3484 FB 91       |              |
|              | - Wild-Gladiole selbstklebend aus Folienblatt | 110               | 1. August             | ?.???.000                       | Stefan Klein und Olaf Neumann            | 3489 FB 92       |              |
|              | - Habichtskraut selbstklebend aus Folienblatt | 270               | 1. August             | ?.???.000                       | Stefan Klein und Olaf Neumann            | 3490 FB 93       |              |
|              | - Fingerhut | 370               | 2. November           | ?.???.000                       | Stefan Klein und Olaf Neumann            | 3501             |              |